# Conrad Lant
Conrad "Cronos" Lant (Kesington, 15 de janeiro de 1963) é um músico inglês, vocalista e baixista da banda de heavy metal Venom.
Após sua saída da banda, ele entrou em carreira solo, e depois reuniu-se com a formação original do Venom para gravar outro álbum e permanece nela até hoje.
Uma curiosidade interessante sobre Conrad, é que ele deseja que em seu funeral, seja executada a música "In League With Satan", do álbum de estreia do Venom de 1981, Welcome to Hell.

## Técnica
Cronos é conhecido pelo seu estilo de canto brutal, que tornou-se cada vez mais pesado ao longo dos anos. Seus vocais pesados influenciaram quase todos os gêneros de metal. Ele também é considerado o padrinho do black metal e do metal extremo em geral. Sua influência e legado para o black metal são insubstituíveis.

## Equipamento
Baixo elétrico
- Bulldozer Bass
- Aria Pro II SB1000 (Matt Black com Natural Stripe)
- Aria Pro II SB1000 (Red  com  Natural Stripe)
- Ibanez Destroyer Bass (Red Finish)
- Epiphone EB-0 SG Bass (Van Halen styled Finish)
- Steinberger Bass (Burgandy/Brown Finish)
- Fender Jazz Bass (Black Finish/com  LED Lights)
- Fender Jazz Bass (Red Finish/com LED lights)
- Fernandes 4 String Tremor Bass (Black Finish/c\Custom Neck)
- Fernandes 4 String Tremor Bass (Burgandy Finish/c\Custom Neck)

Amplificadores
- Marshall Amps

## Discografia
Com o Venom
- Welcome to Hell (1981)
- Black Metal (1982)
- At War with Satan (1983)
- Possessed (1985)
- Eine Kleine Nachtmusik (1986)
- Calm Before the Storm (1987)
- Cast in Stone (1997)
- Resurrection (2000)
- Metal Black (2006)
- Hell (2008)
- Fallen Angels (2011)
- From the Very Dephts (2015)

Com o Cronos
- Dancing in the Fire (1990)
- Rock 'n' Roll Disease (1991)
- Venom (1995)
- Hell to the Unknown: Anthology (2006)